# Satellite Award/Film/Bester Film (Animationsfilm oder Real-/Animationsfilm)
Mit dem Satellite Award Bester Film (Animationsfilm oder Real-/Animationsfilm) werden künstlerisch herausragend umgesetzte Filme geehrt, die teilweise oder vollständig mit Hilfe von Animationstechniken erstellt wurden.
Es werden immer jeweils die Filme des Vorjahres ausgezeichnet.

## Nominierungen und Gewinner

### Ende 1990er
| Jahr | Preisträger                 | Regie                        | Produktion                              | Nominierungen |
| 1996 | Der Glöckner von Notre Dame | Gary Trousdale und Kirk Wise | Don Hahn                                | James und der Riesenpfirsich Mars Attacks! Muppets – Die Schatzinsel Space Jam                                       |
| 1997 | Men in Black                | Barry Sonnenfeld             | Laurie MacDonald und Walter F. Parkes   | Alien – Die Wiedergeburt Anastasia Vergessene Welt: Jurassic Park Starship Troopers                                  |
| 1998 | Das große Krabbeln          | John Lasseter                | Darla K. Anderson und Kevin Reher       | Antz Mulan Der Prinz von Ägypten Rugrats – Der Film                                                                  |
| 1999 | Toy Story 2                 | John Lasseter                | Karen Robert Jackson und Helene Plotkin | Der Gigant aus dem All Prinzessin Mononoke South Park: Der Film – größer, länger, ungeschnitten Stuart Little Tarzan |

### 2000–2009
| Jahr | Preisträger                                    | Regie                    | Produktion                                                                                 | Nominierungen |
| 2000 | Chicken Run – Hennen rennen                    | Peter Lord und Nick Park | Peter Lord, Nick Park und David Sproxton                                                   | Dinosaurier Ein Königreich für ein Lama Rugrats in Paris – Der Film Titan A.E.                                                          |
| 2001 | Der Herr der Ringe: Die Gefährten              | Peter Jackson            | Peter Jackson, Barrie M. Osborne, Tim Sanders und Fran Walsh                               | Harry Potter und der Stein der Weisen Jimmy Neutron Die Monster AG Shrek – Der tollkühne Held                                           |
| 2002 | Chihiros Reise ins Zauberland                  | Hayao Miyazaki           | Donald W. Ernst und John Lasseter                                                          | Ice Age Lilo & Stitch Spirit – Der wilde Mustang Die Abenteuer der Familie Stachelbeere                                                 |
| 2003 | Das große Rennen von Belleville                | Sylvain Chomet           | Didier Brunner und Viviane Vanfleteren                                                     | Bärenbrüder Findet Nemo Looney Tunes: Back in Action Millennium Actress Sinbad – Der Herr der sieben Meere                              |
| 2004 | Die Unglaublichen – The Incredibles            | Brad Bird                | John Walker                                                                                | Der Polarexpress Der SpongeBob Schwammkopf Film Disneys Klassenhund: Der Film Team America: World Police                                |
| 2005 | Die Chroniken von Narnia: Der König von Narnia | Andrew Adamson           | Mark Johnson und Philip Steuer                                                             | Das wandelnde Schloss Corpse Bride – Hochzeit mit einer Leiche Wallace & Gromit – Auf der Jagd nach dem Riesenkaninchen Himmel und Huhn |
| 2006 | Pans Labyrinth                                 | Guillermo del Toro       | Álvaro Augustín, Alfonso Cuarón, Guillermo del Toro, Bertha Navarro und Frida Torresblanco | Cars Flutsch und weg Happy Feet Ice Age 2 – Jetzt taut’s                                                                                |
| 2007 | Ratatouille                                    | Brad Bird                | Brad Lewis                                                                                 | Persepolis Die Simpsons – Der Film Der Goldene Kompass 300 Die Legende von Beowulf                                                      |
| 2008 | WALL·E – Der Letzte räumt die Erde auf         | Andrew Stanton           | Jim Morris                                                                                 | Bolt – Ein Hund für alle Fälle Horton hört ein Hu! The Sky Crawlers Despereaux – Der kleine Mäuseheld Waltz with Bashir                 |
| 2009 | Der fantastische Mr. Fox                       | Wes Anderson             | Allison Abbate, Wes Anderson, Jeremy Dawson, Scott Rudin                                   | Wolkig mit Aussicht auf Fleischbällchen Harry Potter und der Halbblutprinz Küss den Frosch Wo die Wilden Kerle wohnen Oben              |

### 2010–2019
| Jahr | Preisträger                                                   | Regie            | Produktion                                                            | Nominierungen |
| 2010 | Toy Story 3                                                   | Lee Unkrich      | Darla K. Anderson                                                     | Alice im Wunderland Die Legende der Wächter L’Illusionniste Drachenzähmen leicht gemacht Ich – Einfach unverbesserlich                                                                                        |
| 2011 | Die Abenteuer von Tim und Struppi – Das Geheimnis der Einhorn | Steven Spielberg | Peter Jackson, Kathleen Kennedy, Steven Spielberg                     | Der gestiefelte Kater Kung Fu Panda 2 Die Muppets Rango Rio |
| 2012 | Die Hüter des Lichts                                          | Peter Ramsey     | Nancy Bernstein, Christina Steinberg                                  | Merida – Legende der Highlands Frankenweenie Ice Age 4 – Voll verschoben Madagascar 3: Flucht durch Europa ParaNorman Ralph reichts                                                                           |
| 2013 | Wie der Wind sich hebt                                        | Hayao Miyazaki   | Geoffrey Wexler                                                       | Wolkig mit Aussicht auf Fleischbällchen 2 Die Croods Epic – Verborgenes Königreich Ernest & Célestine Die Eiskönigin – Völlig unverfroren Die Monster Uni Turbo – Kleine Schnecke, großer Traum               |
| 2014 | Song of the Sea                                               | Tomm Moore       | Claus Toksvig Kjaer, Tomm Moore, Paul Young                           | Baymax – Riesiges Robowabohu Manolo und das Buch des Lebens Die Boxtrolls Drachenzähmen leicht gemacht 2 The LEGO Movie Arrugas                                                                               |
| 2015 | Alles steht Kopf                                              | Pete Docter      | Jonas Rivera                                                          | Anomalisa Arlo & Spot Die Peanuts – Der Film The Prophet Shaun das Schaf – Der Film |
| 2016 | Mein Leben als Zucchini                                       | Claude Barras    | Max Karli, Pauline Gygax, Armelle Glorennec, Eric Jacquot, Marc Bonny | Findet Dorie The Jungle Book Kubo – Der tapfere Samurai Miss Hokusai Vaiana Die rote Schildkröte Trolls Kimi no Na wa. Zoomania                                                                               |
| 2017 | Coco – Lebendiger als das Leben!                              | Lee Unkrich      | Darla K. Anderson                                                     | Birdboy: The Forgotten Children The Boss Baby Der Brotverdiener Cars 3: Evolution The LEGO Batman Movie Loving Vincent                                                                                        |
| 2018 | Isle of Dogs – Ataris Reise                                   | Wes Anderson     | Wes Anderson, Jeremy Dawson, Steven Rales, Scott Rudin                | Die Unglaublichen 2 Liz und ein Blauer Vogel Mirai – Das Mädchen aus der Zukunft Chaos im Netz Ruben Brandt, Collector                                                                                        |
| 2019 | Der König der Löwen                                           | Jon Favreau      | Jon Favreau, Karen Gilchrist, Jeffrey Silver                          | Alita: Battle Angel Buñuel – Im Labyrinth der Schildkröten Drachenzähmen leicht gemacht 3: Die geheime Welt Shaun das Schaf – UFO-Alarm Toy Story 4 Weathering With You – Das Mädchen, das die Sonne berührte |

### Ab 2020
| Jahr | Preisträger                                                      | Regie                         | Produktion                                                                                                  | Nominierungen |
| 2020 | Wolfwalkers                                                      | Tomm Moore, Ross Stewart      | Tomm Moore, Stéphan Roelants, Nora Twomey, Paul Young                                                       | Accidental Luxuriance of the Translucent Watery Rebus Demon Slayer: Kimetsu no Yaiba the Movie: Mugen Train No.7 Cherry Lane (Jìyuántái qihào) Die bunte Seite des Monds (Over the Moon) Soul |
| 2021 | Summer of Soul (…Or, When the Revolution Could Not Be Televised) | Questlove                     | David Dinerstein, Robert Fyvolent, Joseph Patel                                                             | Ascension Brian Wilson: Long Promised Road Flee Introducing, Selma Blair Julia Procession The Rescue Val The Velvet Underground                                                               |
| 2022 | Marcel the Shell with Shoes On                                   | Dean Fleischer Camp           | Elisabeth Holm, Andrew Goldman, Caoline Kaplan, Paul Mezey, Dean Fleischer Camp, Jenny Slate, Terry Leonard | Die Gangster Gang Guillermo del Toros Pinocchio Inu-Oh Rot |
| 2023 | Der Junge und der Reiher                                         | Hayao Miyazaki                | Toshio Suzuki                                                                                               | Elemental Robot Dreams Spider-Man: Across the Spider-Verse Suzume Teenage Mutant Ninja Turtles: Mutant Mayhem                                                                                 |
| 2024 | Wallace & Gromit – Vergeltung mit Flügeln                        | Merlin Crossingham, Nick Park | Richard Beek                                                                                                | Alles steht Kopf 2 Flow Memoir of a Snail Mobile Suit Gundam SEED Freedom Der wilde Roboter                                                                                                   |